# 川崎浩太郎
川崎 浩太郎（かわさき こうたろう、1971年〈昭和46年〉12月6日 - ）は、ハウス食品代表取締役社長
。

## 概要
埼玉県生まれ。1994年3月に立教大学経済学部卒業後、同4月ハウス食品入社。2011年4月マーケティング室広告課長、2013年10月ハウス食品グループ本社広告統括部次長、2016年4月経営企画部次長、2018年4月経営企画部長、2020年4月経営役コーポレートコミュニケーション本部長兼新規事業開発部担当、2020年6月取締役コーポレートコミュニケーション本部長兼新規事業開発部担当を経て2021年4月から取締役コーポレートコミュニケーション本部長兼新規事業開発部・アグリビジネス推進部担当。2021年5月から壱番屋非常勤取締役を兼職。2023年4月、ハウス食品代表取締役社長就任。